# منصورية الأولى (عنافجة)
منصورية الأولى (بالفارسية: منصوریه یک) هي قرية وتقع في إيران في قسم عنافجة الريفي. يقدر عدد سكانها بـ 295 نسمة بحسب إحصاء 2016.